# Шао Їфу
Сер Шао Їфу (кит.: 邵逸夫, справжнє ім'я Шао Женьлен, на Заході відомий як Ран Ран Шоу - Run Run Shaw; нар. 19 листопада 1907, Нінбо — пом. 7 січня 2014, Гонконг) — китайський підприємець, один із засновників китайської медіакорпорації Shaw Organisation, мільярдер, продюсер і філантроп.
Точна дата народження китайського медіамагната й одного з найбільших благодійників в регіоні не відома. Згідно з офіційною версією, озвученою його внучатим племінником, Шао Їфу народився 23 листопада 1907 року.
У 1925 році Шао Їфу разом зі своїми братами заснував у Сінгапурі Shaw Organisation. Наприкінці 1950-х Їфу відкрив у Гонконгу кінокомпанію Shaw Brothers Studio, а наприкінці 1960-х — телестудію Television Broadcasts (TVB), що стала згодом однією з найбільших у світі.
Шао Їфу також відомий як один з найбільших благодійників у світі. За своє життя він пожертвував різним медичним і освітнім установам не одну сотню мільйонів гонконзьких доларів. Крім того, у 2002 році медіамагнат заснував азійську наукову премію, яка носить його ім'я.
Їфу пішов з життя 7 січня 2014 у віці 106 років, у власній резиденції в Гонконзі, в оточенні родини.